# U-405
Unterseeboot 405 foi um submarino alemão do Tipo VIIC, pertencente a Kriegsmarine que atuou durante a Segunda Guerra Mundial.

## Comandantes
| Comandante                   | Data                                           |
| ---------------------------- | ---------------------------------------------- |
| KrvKpt. Rolf-Heinrich Hopman | 17 de setembro de 1941 - 1 de novembro de 1943 |

## Subordinação
Durante o seu tempo de serviço, esteve subordinado às seguintes flotilhas:
| Período                                          | Flotilha                                   |
| ------------------------------------------------ | ------------------------------------------ |
| 17 de setembro de 1941 - 28 de fevereiro de 1942 | 8. Unterseebootsflottille (treinamento)    |
| 1 de março de 1942 - 30 de junho de 1942         | 1. Unterseebootsflottille (serviço ativo)  |
| 1 de julho de 1942 - 28 de fevereiro de 1943     | 11. Unterseebootsflottille (serviço ativo) |
| 1 de março de 1943 - 1 de novembro de 1943       | 6. Unterseebootsflottille (serviço ativo)  |

## Operações conjuntas de ataque
O U-405 participou das seguinte operações de ataque combinado durante a sua carreira:
- Rudeltaktik Wrangel (11 de março de 1942 - 18 de março de 1942)
- Rudeltaktik Strauchritter (2 de maio de 1942 - 5 de maio de 1942)
- Rudeltaktik Nebelkönig (27 de julho de 1942 - 14 de agosto de 1942)
- Rudeltaktik Trägertod (12 de setembro de 1942 - 18 de setembro de 1942)
- Rudeltaktik Boreas (19 de novembro de 1942 - 9 de dezembro de 1942)
- Rudeltaktik Neptun (18 de fevereiro de 1943 - 3 de março de 1943)
- Rudeltaktik Westmark (6 de março de 1943 - 11 de março de 1943)
- Rudeltaktik Siegfried (25 de outubro de 1943 - 27 de outubro de 1943)
- Rudeltaktik Siegfried 1 (27 de outubro de 1943 - 30 de outubro de 1943)